# Nicette Bruno
Nicete Xavier Miessa, más conocida como Nicette Bruno, (Niterói, 7 de enero de 1933–Río de Janeiro, 20 de diciembre de 2020) fue una actriz y empresaria teatral brasileña. Comenzó su carrera muy joven, actuando en Romeu y Julieta, de William Shakespeare, en 1946, y acumuló un extenso currículo tanto en teatro como en cine y televisión.
Bruno fue una de las referencias en la historia de los dramáticos televisivos del país, y también fue una pionera de la televisión. Estrenó en la TELE Tupi inmediatamente que fue inaugurada, en 1950, haciendo participaciones esporádicas en recitales y teleteatros, como en La Cuerda.

## Biografía
Hija única de Sinésio Campos Xavier y de la actriz Eleonor Bruno, Nicette empezó la carrera artística por influencia de su propia familia, donde prácticamente todos se dedicaron al arte. Cuando Nicette tenía solo cuatro años, declamaba y cantaba en el programa infantil de Alberto Manes, en la Radio Guanabara. A los cinco años comenzó a estudiar piano, en el Conservatório Nacional y a presentarse como pianista, en el mismo programa, y a los seis, ingresó en el balé en el Teatro Municipal de Río de Janeiro.
Cuando tenía once años, entró para el grupo de teatro de la Asociación Cristiana de Moços. Después, pasó por el Teatro Universitario, de Jerusa Camões, y por el Teatro del Estudiante, dirigido por el Paschoal Carlos Magno y Maria Jacintha. A los catorce años, ya era profesional de teatro, contratada por la Compañía Dulcina-Odilon, de la actriz Dulcina de Morales.

### Vida profesional
En 1945, actuó como Julieta en la pieza Romeu y Julieta, de William Shakespeare. Suya estrena oficial aconteció en 1947, en la pieza La hija de Iório, de Gabriele D’Annunzio. Su actuación le valió la medalla de oro de Actriz Revelación por la ABCT (Asociación Brasileña de Críticos Teatrales). Durante su adolescencia, participó de diversas piezas de destaque, como Ángel Negro, de Nelson Rodrigues y El fantasma de Canterville, basado en Oscar Wilde. 
A los diecisiete años, fundó, en São Paulo, el Teatro de Aluminio, en la plaza de las Banderas, edificio sede del Teatro Íntimo Nicette Bruno (TINB), compañía creada en 1953. Paulo y Nicette inauguraron el TINB con la pieza Ingenua hasta cierto punto, de Hugh Herbert, con dirección de Armando Couto. En 1958, actuó en la premiada creación de Aparecida, en Pedro Mico, de Antônio Callado. Durante las décadas de 1950 y 1960, integró prácticamente todas las principales compañías de teatro del país.
En 1959, en la TELE Continental ganó un papel de la destaque, interpretando el personaje-título en el seriado en vivo Dueña Jandira en Búsqueda de la Felicidad. Su primera telenovela fue Los Títeres (1967), de Ivani Ribeiro, en la TELE Excelsior. Los años 1960 en las extintas emisoras TELES Excelsior y Tupi, actuó en novelas de éxito en la época como La Muralla, Mi Pie de Naranja Lima, Rosa-de los-Vientos, Papá Corazón, Éramos Seis y Como Salvar Mi Boda. Después, al transferirse para la Red Globo encarnó aún personajes que se han hecho célebres en novelas como Séptimo Sentido, Loco Amor, Selva de piedra, Bebé a Bordo, Reina de la Sucata, Mujeres de Arena, entre otros éxitos.
En 1962, Nicette y su marido, a invitación de Cláudio Corrêa y Castro, vivieron en Curitiba, trabajando en el Teatro Guaíra, dando clases de artes escénicas para el proyecto Curso Permanente de Teatro y formando parte del Teatro de Comedia de Paraná (TCP), donde produjeron montajes como Un Elefante en el Caos, de Millôr Fernandes, La Megera Domada, de Shakespeare y El Santo Milagroso, de Lauro César Muniz.
Su primera participación en el cine fue en la película Querida Susana (1947), bajo la dirección de Alberto Pieralisi. Participó también de las películas Esquina de la Saudade (1952), Esquina de la Ilusión (1953), La Marcha (1972), Vila Isabel (1998), Zoando en la TELE (1999), Sea lo que Dios Quiera! (2002), La Guerra de los Roca (2008) y La Casa de las Horas (2010), pero sin dejar nunca el teatro.
En 2001, después de haberse alejado por un buen tiempo de la televisión, encarnó a Dueña Benta durante cuatro años en la segunda versión para la TELE de la Casa de campo del Pica-Palo Amarillo, un papel con el que ganó grande notoriedad. En 2005, vuelta a las telenovelas interpretando a Ofélia en Alma gemela. En 2006, hace una breve sin embargo significativa participación especial en el primer capítulo del Profeta como Tía Cleide. En 2007, es la vez de la humilde y bondadosa Dueña Juju en Siete pecados.
En 2010, dio vida a Júlia Spina en Ti Ti Ti, y al año siguiente interpreta a Iná, en La Vida de la Gente. En 2012, interpretó a la matriarca Dueña Leonor en Salve Jorge. En 2013, trabajó en la novela Joia Rara, interpretando a Santinha. Ese mismo año, Nicette y su hija Beth Goulart fueron las presentadoras en la entrega de galardones de la 25.ª edición del Premio Shell de Teatro de Río de Janeiro. En 2014, estrenó la pieza Pérdidas y ganancias. El monólogo de la escritora Lya Luft, con dirección de la hija de la actriz, Beth Goulart, es un homenaje al marido de esta, el actor Paulo Goulart. En 2015, en la novela I Love Paraisópolis, de Alcides Nogueira y Mário Teixeira, Nicette fue Izabelita, una viuda, accionista mayoritaria de la Pilartex y sufre del Mal de Alzheimer.
En julio de 2016, Nicette recordó el personaje de Dueña Benta de la serie Casa de campo del Picapau Amarillo en el programa Niño Esperanza. En agosto de ese mismo año, volvió a los escenarios con Lo Que Habrá Acontecido a Baby Jane? al lado de Eva Wilma, una obra que cuenta la tumultuosa relación entre dos hermanas, Blanche y Jane Hudson.

## Teatro
| Año  | Título                                                      | Papel                                                  | Premios e Indicaciones                                                               |
| ---- | ----------------------------------------------------------- | ------------------------------------------------------ | ------------------------------------------------------------------------------------ |
| 1945 | Romeu y Julieta                                             | Julieta                                                |                                                                                      |
| 1945 | El fantasma de Canterville                                  |                                                        |                                                                                      |
| 1947 | La Hija de Iório                                            | Ordella                                                | Premio ABCT - Actriz revelación                                                      |
| 1947 | Días felices                                                |                                                        |                                                                                      |
| 1947 | Ya es mañana en el mar                                      |                                                        |                                                                                      |
| 1947 | 3200 metros de altitud                                      |                                                        |                                                                                      |
| 1948 | Ángel Negro                                                 |                                                        |                                                                                      |
| 1948 | El globo que cayó en el mar                                 |                                                        |                                                                                      |
| 1949 | La Sonrisa de Gioconda                                      |                                                        |                                                                                      |
| 1949 | Los hombres                                                 |                                                        |                                                                                      |
| 1952 | Senhorita Mi Madre                                          |                                                        |                                                                                      |
| 1952 | Amor versus boda                                            |                                                        |                                                                                      |
| 1953 | Ingenua hasta cierto punto                                  |                                                        |                                                                                      |
| 1953 | Week-end                                                    |                                                        |                                                                                      |
| 1953 | Es prohibido suicidarse en la primavera                     |                                                        |                                                                                      |
| 1954 | Ingenuidade                                                 |                                                        |                                                                                      |
| 1955 | Bife, bebida y sexo                                         |                                                        |                                                                                      |
| 1957 | Los amantes                                                 |                                                        |                                                                                      |
| 1957 | Pasión de la Tierra                                         |                                                        |                                                                                      |
| 1957 | La vida no es nuestra                                       |                                                        |                                                                                      |
| 1958 | Pedro Mico                                                  | Aparecida                                              | Premio ABCT - Mejor atrizPrêmio Gobierno del Estado de Río de Janeiro - Mejor actriz |
| 1958 | Enemigos íntimos                                            |                                                        |                                                                                      |
| 1962 | Zefa entre los hombres                                      | Zefa                                                   |                                                                                      |
| 1963 | Un elefante en el caos                                      |                                                        |                                                                                      |
| 1964 | La Megera Domada                                            |                                                        |                                                                                      |
| 1965 | El Santo Milagroso                                          |                                                        |                                                                                      |
| 1967 | Buena Tarde, Excelencia                                     |                                                        |                                                                                      |
| 1968 | Los últimos                                                 |                                                        |                                                                                      |
| 1968 | El Ojo Azul de la Fallecida                                 |                                                        |                                                                                      |
| 1974 | El Efecto de los Rayos Gamma Sobre las Margaridas del Campo | Premio Molière - Mejor actriz                          |                                                                                      |
| 1974 | El prisionero de la Segunda Avenida                         |                                                        |                                                                                      |
| 1976 | Clase Media, Televisión Quebrada                            |                                                        |                                                                                      |
| 1980 | Dueña Rosita, la Solteira                                   |                                                        |                                                                                      |
| 1980 | Manos arriba, São Paulo!                                    |                                                        |                                                                                      |
| 1982 | Agnes de Dios                                               |                                                        |                                                                                      |
| 1984 | Buena noche, madre                                          | Madre                                                  |                                                                                      |
| 1986 | Trilogía de la Loca                                         |                                                        |                                                                                      |
| 1987 | Aviso previo                                                |                                                        |                                                                                      |
| 1988 | Al margen de la vida                                        |                                                        |                                                                                      |
| 1989 | Mi reino por un caballo                                     |                                                        |                                                                                      |
| 1990 | Flávia, Cabeza, Tronco y Miembros                           |                                                        |                                                                                      |
| 1991 | Cielo de Lona                                               |                                                        |                                                                                      |
| 1994 | Finalmente sós                                              |                                                        |                                                                                      |
| 1996 | Gertrude Stein, Alice Toklas & Pablo Picasso                |                                                        |                                                                                      |
| 1997 | Roque Santeiro                                              |                                                        |                                                                                      |
| 1998 | Somos Hermanas                                              | Premio Shell - Mejor actriz Trofeo APCA - Mejor actriz |                                                                                      |
| 2000 | Crímenes delicados                                          |                                                        |                                                                                      |
| 2003 | Sábado, Domingo y Segunda                                   |                                                        |                                                                                      |
| 2005 | Las alegres canciones de la montaña                         |                                                        |                                                                                      |
| 2006 | El hombre inesperado                                        | Marta                                                  |                                                                                      |
| 2014 | Pérdidas y ganancias                                        |                                                        |                                                                                      |
| 2016 | Lo Que Habrá Acontecido a Baby Jane?                        | Blanche Hudson                                         |                                                                                      |

## Filmografía

### Televisión
| Año        | Título                                    | Papel                                          | Premios e Indicaciones                      |
| ---------- | ----------------------------------------- | ---------------------------------------------- | ------------------------------------------- |
| 1952       | La Cuerda                                 |                                                |                                             |
| 1958       | Sospecha                                  |                                                |                                             |
| 1959 -1963 | Dueña Jandira en Búsqueda de la Felicidad | Dueña Jandira                                  |                                             |
| 1967       | Los Títeres                               | Estela                                         |                                             |
| 1968       | La Muralla                                | Margarida Olinto                               |                                             |
| 1968       | Legião de los Olvidados                   |                                                |                                             |
| 1969       | Sangre de mi Sangre                       | Clara                                          |                                             |
| 1970       | La Gordinha                               | Mônica                                         |                                             |
| 1970       | Mi Pie de Naranja Lima                    | Cecília                                        |                                             |
| 1971       | La Fábrica                                | Clara                                          |                                             |
| 1972       | Signo de la Esperanza                     | Luiza                                          |                                             |
| 1972       | Camomila y Bien-me-quiere                 | Margot                                         |                                             |
| 1973       | Divinas & Maravillosas                    | Helena                                         |                                             |
| 1973       | Rosa-de los-vientos                       | Madre Maria de las Nieves                      |                                             |
| 1976       | Papá Corazón                              | Sílvia                                         |                                             |
| 1977       | Éramos Seis                               | Lola                                           | Trofeo APCA - Mejor actriz                  |
| 1978       | Salario Mínimo                            | Zilda                                          |                                             |
| 1979       | Como Salvar Mi Boda                       | Dorinha                                        | Trofeo APCA - Mejor actriz                  |
| 1981       | Gracias Doctor                            | hermana Júlia                                  |                                             |
| 1982       | Séptimo Sentido                           | Sara                                           |                                             |
| 1983       | Loco Amor                                 | Isolda                                         |                                             |
| 1984       | Mi destino es pecar                       | Clara Castro                                   |                                             |
| 1985       | Tienda de los Milagros                    | Joana                                          |                                             |
| 1986       | Selva de Piedra                           | Fanny                                          |                                             |
| 1988       | Bebé a Bordo                              | Blanca                                         |                                             |
| 1990       | Reina de la Sucata                        | Neiva Pereira                                  |                                             |
| 1992       | Peligrosas Peruas                         | Vivian Bergman                                 |                                             |
| 1993       | Mujeres de Arena                          | Julieta Sampaio (Juju)                         |                                             |
| 1994       | Incidente en Antares                      | Lanja Vacariano                                |                                             |
| 1995       | La Próxima Víctima                        | Nina Giovanni                                  |                                             |
| 1995       | Engraçadinha... Sus Amores y Sus Pecados  | Zezé                                           |                                             |
| 1997       | El Amor Está en el Aire                   | Úrsula                                         |                                             |
| 1998       | Labirinto                                 | Edite                                          |                                             |
| 1999       | Andando en las Nubes                      | Judite Moto                                    |                                             |
| 2000       | Aquarela de Brasil                        | Gloria                                         |                                             |
| 2001 -2004 | Casa de campo del Picapau Amarillo        | Dueña Benta                                    |                                             |
| 2005       | Alma Gemela                               | Ofélia                                         | Trofeo León Lobo - Mejor actriz coadyuvante |
| 2006       | El Profeta                                | Tía Cleide (participación especial)            |                                             |
| 2007       | Siete Pecados                             | Julieta Verona (Dueña Juju)                    |                                             |
| 2008       | Dicas de Un Sedutor                       | Rosa                                           |                                             |
| 2008       | Nada Fofa                                 | Dueña Nice                                     |                                             |
| 2010       | Ti Ti Ti                                  | Júlia Spina                                    |                                             |
| 2011       | La Vida de la Gente                       | Iná                                            |                                             |
| 2012       | Las Brasileñas                            | Isaura                                         |                                             |
| 2012       | Salve Jorge                               | Leonor Flores Galvão                           |                                             |
| 2013       | Joia Rara                                 | Santinha                                       |                                             |
| 2015       | I Love Paraisópolis                       | Isabel Maria Marins de Albuquerque (Izabelita) |                                             |
| 2017       | Pega pega                                 | Elza Mendes da Silva                           |                                             |
| 2018       | Malhação: Vidas Brasileiras               | Estela Santos                                  |                                             |
| 2019       | Órfãos da Terra                           | Esther Blum                                    |                                             |
| 2020       | Éramos seis                               | Madre Joana                                    |                                             |

### Cine
| Año  | Título                   | Papel         |
| ---- | ------------------------ | ------------- |
| 1947 | Querida Susana           |               |
| 1952 | La Esquina de la Saudade | La Propia     |
| 1953 | Esquina de la Ilusión    |               |
| 1972 | La Marcha                |               |
| 1998 | Vila Isabel              |               |
| 1999 | Zoando en la TELE        | Dueña Xênia   |
| 2002 | Sea lo que Dios Quiera!  | Vieja maluca  |
| 2008 | La Guerra de los Roca    | Nonô          |
| 2010 | La Casa de las Horas     | Dueña Celeste |
| 2016 | Doidas y Santas          | Elda          |

## Obras
En 2010, Nicette lanzó el libro Grandes pratos y pequeñas historias de amor en asociación con su marido Paulo Goulart. Este libro de culinaria trae recetas que la pareja creó o simplemente probó en sus almuerzos de domingo, al lado de la familia y de los amigos.

## Premios y reconocimientos
Entre los premios y homenajes recibidos, está el Premio ABCT de Actriz Revelación en la pieza La Hija de Iório (1947), Premio ABCT y el Premio Gobierno del Estado de Río de Janeiro de Mejor Actriz en el espectáculo teatral Pedro Mico (1958), Premio Molière de Mejor Actriz en la pieza El Efecto de los Rayos Gamma Sobre las Margaridas del Campo (1974). Nicette fue tres veces premiada con el Trofeo APCA (Asociación Paulista de Críticos de Arte), como Mejor Actriz en la pieza Somos Hermanas (1998), en las novelas Éramos Seis (1978) y Como Salvar Mi Boda (1980). En 1998, ganó el Premio Shell de Mejor Actriz por el trabajo en la pieza teatral Somos Hermanas.
En 2006, la familia Goulart fue homenajeada en la 18.ª edición del premio Shell de Teatro de Río de Janeiro. Paulo Goulart, Nicette Bruno y sus hijos Beth Goulart, Bárbara Bruno y Paulo Goulart Hijo recibieron un Trofeo Especial, por la unión y trabajo desarrollados en los escenarios en más de veinte años de carrera. El mismo año, Nicette ganó el Trofeo León Lobo en la categoría de Mejor Actriz Coadyuvante por la actuación en Alma Gemela. Fue homenajeada en la 21.ª edición del Cine Ceará - Festival Ibero-Americano de Cine, donde recibió el Trofeo Eusélio Oliveira por el conjunto de la obra, en 2011. En la 8.ª edición del Festival de Cine de la Lapa, la actriz recibió el Trofeo Tropeiro, un homenaje que contempla profesionales de la dramaturgia de destaque nacional que hayan nacido o actuado en Paraná, en 2015. En mayo de 2016, Nicette recibió el premio Lifetime Achievement Award en el 19.º Brazilian International Press Awards. En 2017, la actriz fue homenajeada en la cuarta edición del Premio Cesgranrio de Teatro, por sus setenta años de carrera.